# Emoia pseudopallidiceps
Emoia pseudopallidiceps este o specie de șopârle din genul Emoia, familia Scincidae, descrisă de Brown 1991. Conform Catalogue of Life specia Emoia pseudopallidiceps nu are subspecii cunoscute.